# Servant d'autel
Pour les articles homonymes, voir Servant.

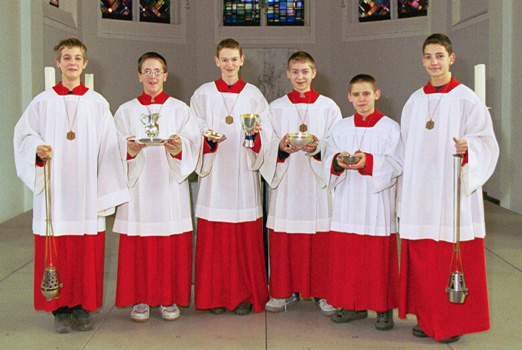
Un groupe de servants d'autel portant divers objets liturgiques, revêtus d'une soutanelle et d'un surplis.

Un servant d'autel, ou servant de messe, est, dans l'Église catholique, l'anglicanisme ou le luthéranisme, un laïc qui intervient lors des actions liturgiques : participer aux processions, servir la messe... Son rôle est d'aider le prêtre lors des célébrations.
Comme il s'agit souvent d'enfants à partir de 6 ou 7 ans, on emploie traditionnellement le terme d'« enfant de chœur ». Mais il est également d'usage de confier cette fonction à des adolescents et à des adultes, notamment aux séminaristes qui ont reçu l'acolytat. Les fonctions de servant d'autel ont longtemps été réservées aux garçons.
L'habit liturgique du servant est l'aube serrée autour des reins avec un cordon, mais il peut également porter une soutanelle colorée et le surplis.

## Historique

### Jusqu'auXIXesiècle
Le service de l'autel se développe à partir du concile de Trente.
Dans les pays d'Europe, catholiques et protestants, jusqu'à la Révolution française ou au-delà, les enfants de chœur jouaient un rôle spécifique dans le chant d'église: le chant grégorien (ou plain-chant) et la musique polyphonique.
Ils entraient aux alentours de sept ans dans une école (la « psallette »), attachée à un chapitre cathédral ou collégial (donc à une cathédrale ou à une église collégiale). Cette école portait aussi (et porte encore aujourd'hui) le nom de « maîtrise » (appelée quelquefois « manécanterie » au XIXe siècle de même qu'au XXe siècle).
Là, les jeunes garçons étaient placés sous la direction du maître de psallette qui leur apprenait de manière approfondie le plain-chant et plus largement la technique du chant, le tout assorti des principes de ces différentes musiques. Ces garçons étaient également formés à ces autres techniques savantes que sont le contrepoint, l'harmonie et la composition. On y pratiquait une forme d'enseignement mutuel, puisque les élèves les plus avancés secondaient le maître et les autres professeurs.
On y enseignait également quelques instruments. Depuis la fin du Moyen-Âge jusqu'au XIXe siècle, pour les églises qui en possédaient un, c'était d'abord l'orgue, au départ beaucoup plus petit qu'aujourd'hui, avec qui on dialoguait seulement, mais qui pouvait accompagner les motets polyphoniques, à l'époque baroque. À l'origine, le son obtenu était très différent des grandes orgues baroques, romantiques ou actuelles. Le clavecin, ou l'épinette, étaient utilisés à la maîtrise, pour les répétitions.
Un autre instrument, très différent et presque oublié aujourd'hui, jouait un rôle important dans le soutien des voix, depuis la fin du XVIe siècle. Appartenant à la famille des vents, intermédiaire par sa facture entre les bois et les cuivres, il est appelé « serpent » en raison de sa forme sinueuse. C'est la basse du cornet à bouquin. On l'assortissait assez fréquemment du basson. Dans les grandes circonstances, on ajoutait la basse de viole qui fut progressivement remplacée au XVIIIe siècle par le violoncelle. Ce qu'on nommait « symphonie » (et qu'on peut appeler orchestre) était parfois réuni à l'occasion de circonstances particulières.
Au XIXe siècle l'orgue finit par accompagner même le plain-chant. Le serpent fut progressivement remplacé, à partir des années 1820-1830, par l'ophicléide, parfois aussi le basson. On remplaça le violoncelle par la contrebasse (à trois cordes). Il y eut aussi d'autres instruments, jusqu'à un véritable orchestre dans certaines occasions, vers la fin du siècle.
Un enseignement général accompagnait ces formations. À partir du XIXe siècle, par manque de moyens, il n'a pas toujours été dispensé par le chapitre, mais par une autre institution d'église.

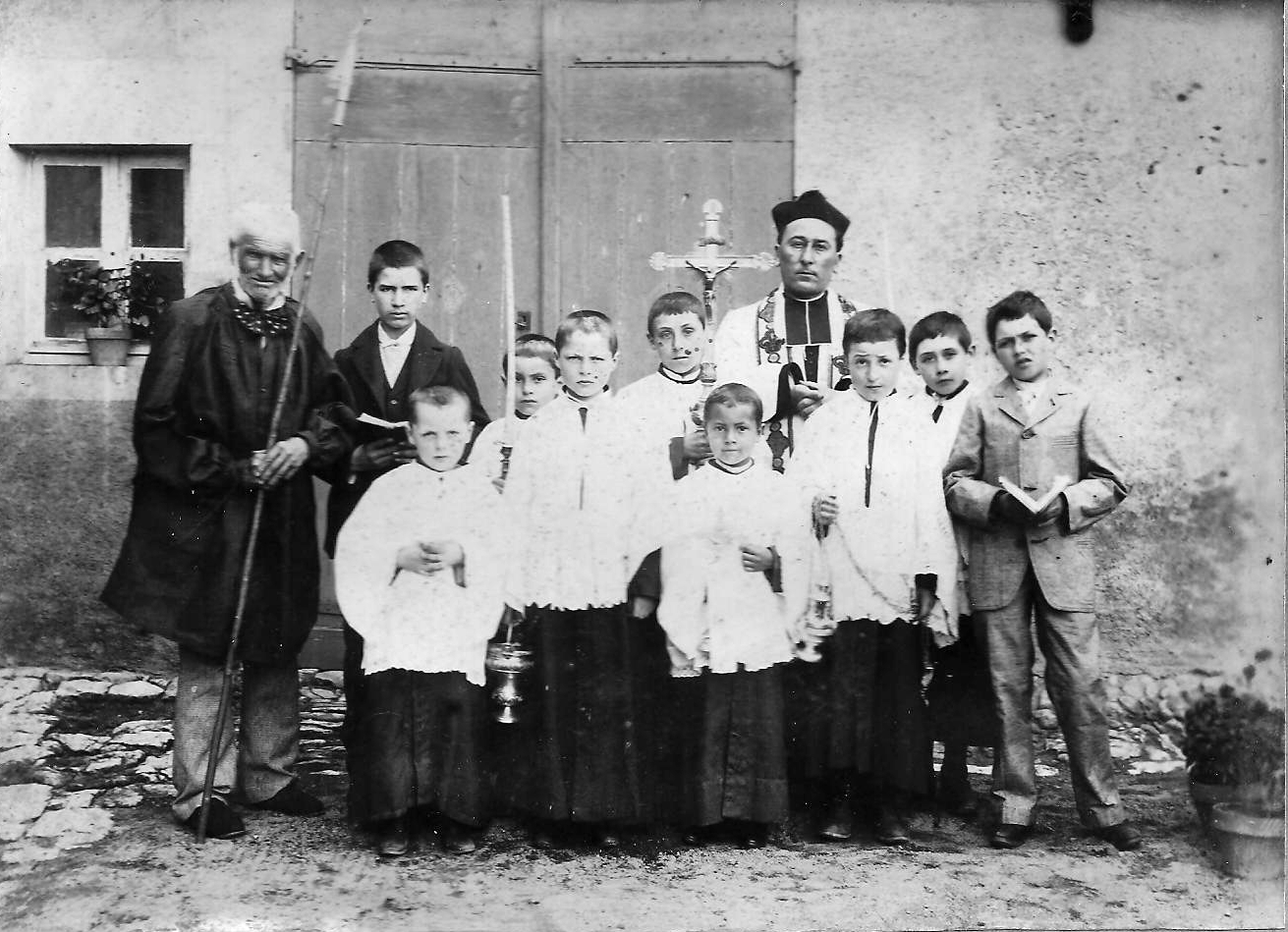
Enfants de chœur à Châteauneuf-Val-de-Bargis, Nièvre, en 1908.

La présence de ces enfants de chœur était indispensable pour chanter la partie de soprano, les voix féminines n'ayant alors pas cours dans les églises. Au XVIIIe siècle, le Dictionnaire de Trévoux précise qu'ils chantaient « dans le chœur de musique les [parties de] dessus, et les versets [de plain-chant] qu'il faut chanter sur un ton élevé et aigu ». Ils étaient aussi employés « à porter les chandeliers ». À l'âge de la mue, ils quittaient le « service du chœur » au sens strict pour jouer d'un instrument ou regagner la vie civile. Certains d'entre eux choisissaient de demeurer musiciens (pas obligatoirement d'église). Le monde ecclésiastique leur offrait de nombreux postes de chantres (choristes) professionnels, d'organistes ou de maîtres de chœur. Dans toutes ces activités, on était assez fréquemment compositeur. D'autres jeunes gens, peut-être majoritaires à partir du XIXe siècle, apprenaient un métier sans aucun rapport avec leur vécu d'enfant de chœur.
Ces psallettes, très nombreuses, étaient la principale (et presque la seule) formation musicale complète qu'ait connue l'Europe avant le XIXe siècle. Sans elles, la musique savante, religieuse et profane, n'aurait pas pu exister, en particulier du point de vue vocal.
Malgré cela, en France, ces écoles et ces chœurs disparurent brutalement en 1790 avec la confiscation et la vente des biens du clergé, lorsque la toute nouvelle Assemblée nationale supprima les chapitres ecclésiastiques (les collèges de chanoines). Au début du XIXe siècle, à partir du Concordat signé entre Bonaparte et la papauté, seules certaines cathédrales retrouveront un chœur, lié à un chapitre canonial souvent chancelant par manque de ressources. On retrouva également quelques enfants de chœur, et quelques chantres adultes dans certaines églises paroissiales et même collégiales. Les choses évoluèrent peu à peu au cours du XIXe siècle.

### Depuis 1972
Avec celui de lecteur, le « ministère institué » d’acolyte a été créé par la réforme de 1972. Pour les séminaristes, il remplace l'ancien « ordre mineur » d’acolyte et l’« ordre majeur » de sous-diacre, lequel incorporait au clergé, qui préparaient au ministère presbytéral. Pour cette même raison, les ministères institués doivent être exercés durant un temps convenable avant l'ordination diaconale en vue du sacerdoce.
Les ministères institués de lecteur et d’acolyte peuvent aussi être proposés, à titre permanent, à des laïcs pour favoriser leur participation aux célébrations liturgiques d’une manière qui valorise le sacerdoce commun des fidèles, tout en distinguant bien les ministères laïcs des ministères ordonnés.

## Les différentes fonctions
Il existe différentes fonctions ou rôles :
- le thuriféraire s'occupe de l'encensoir.
- le naviculaire (qui accompagne le thuriféraire) porte la navette.
- les céroféraires portent chacun un cierge ou chandelier. Ils sont, le plus souvent, au nombre de 2 ou 4.
- le cruciféraire porte la croix durant la procession.
- l'acolyte apporte les offrandes.
- le porte-missel présente le missel au prêtre lorsque c'est nécessaire.
- le cérémoniaire organise la célébration.
- en la présence d'un évêque, les porte-insignes portent la mitre et la crosse.
- le carillonneur ou porte-cloche sonne au début de la messe et lors de la consécration.

## Le cas des filles

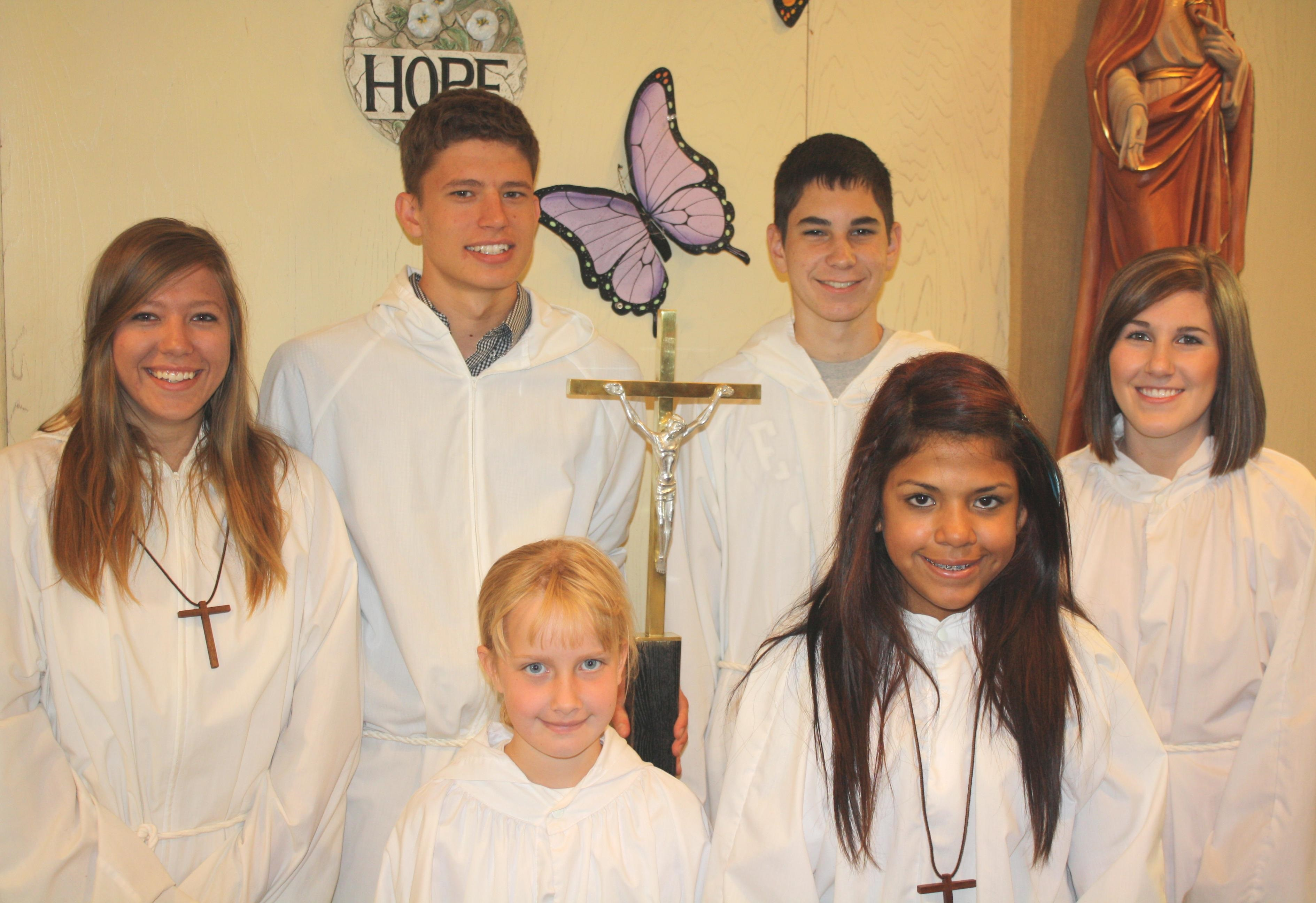
Un groupe de servants d'autel mixte.

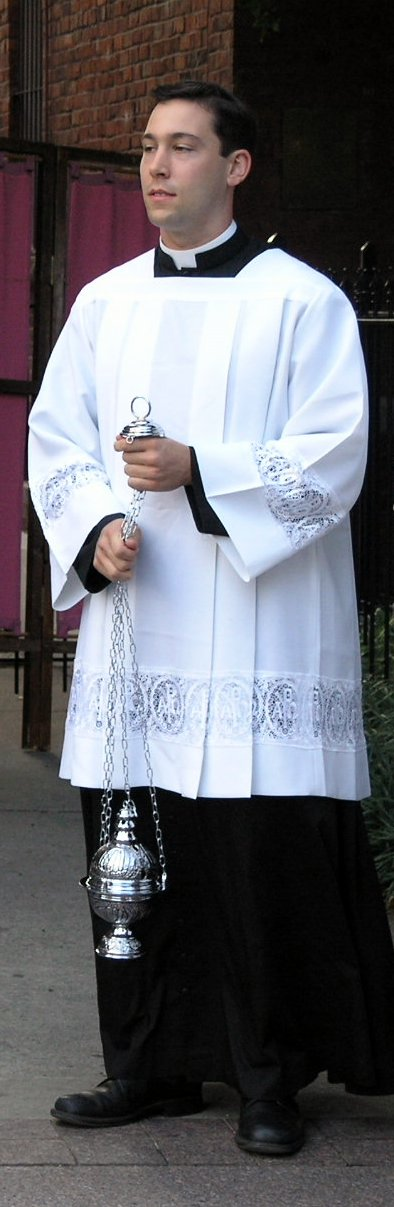
Un thuriféraire portant la soutane avec un surplis.

Si en tant que « ministère institué », l'acolytat était réservé aux hommes, c'était en raison de « la vénérable tradition de l’Église ».
L’instruction Redemptionis Sacramentum (2004) énonce au no 47 que « les filles ou les femmes peuvent être admises à ce service de l’autel, au jugement de l’Évêque diocésain ; dans ce cas, il faut suivre les normes établies à ce sujet ».
Les normes mentionnées en note sont la Responsio ad propositum dubium (1992), qui précise le canon 230 § 2 du Code de droit canonique (1983) ; la Lettre sur les fonctions liturgiques exercées par des laïcs (1994) ; et la Lettre à un évêque [concernant le service des femmes à l’autel] (2001) ; auxquelles il faut ajouter le début du no 47 de l’instruction Redemptionis Sacramentum. Ces normes sont les suivantes :
- Il revient à chaque évêque diocésain, après avoir entendu l’avis de la Conférence épiscopale, d’émettre un jugement prudentiel sur ce qu’il convient de faire pour un développement harmonieux de la vie liturgique dans son propre diocèse et la réponse à des besoins pastoraux locaux.
- L’autorisation d’un évêque ne peut obliger un autre évêque.
- L’autorisation doit être clairement expliquée aux fidèles du diocèse, à la lumière du canon 230 § 2 (députation temporaire qui n’est pas un droit mais une admission par les pasteurs).
- Il fera observer que la norme du canon 230 § 2 trouve déjà une large application dans le fait que les femmes remplissent souvent la fonction de lecteur dans la liturgie et peuvent aussi être appelées à distribuer la sainte Communion, comme ministres extraordinaires de l’Eucharistie ainsi qu’à exercer d’autres fonctions, comme il est prévu par le canon 230 § 3.
- Il faut garder à l’esprit que le service à l’autel de jeunes garçons a permis un développement encourageant des vocations presbytérales et qu’il faut donc continuer à en favoriser l’existence, ce qui interdit à l’évêque d’imposer aux prêtres l’admission de filles au service de l’autel et interdit d’exclure les garçons du service de l’autel.

Concernant la question de l’éveil des vocations parmi les garçons servants d’autel, elle ne constitue pas un obstacle juridique et n’est pas un argument théologique pour l’exclusion des filles, mais un argument pastoral à prendre en compte dans la décision de permettre aux filles le service de l’autel.
En 2011, le pape Benoît XVI célèbre une messe à Fribourg-en-Brisgau où des filles sont enfants de chœur.
Toutefois, depuis janvier 2021, le pape François a permis, avec le motu proprio Spiritus Domini, aux femmes d'accéder aux ministères de l’Acolytat et du lectorat sous une forme stable et institutionnalisée, avec un mandat spécifique.
Enfin, lorsque la messe est célébrée dans le rite tridentin, la fonction de servant d'autel n'est pas attribuée à des filles.
En France, la situation varie d'une paroisse à l'autre, le reste de l'Europe connaissant la mixité des servants d'autel. Certaines paroisses ont mis en place depuis le début des années 2000 des « servantes d'assemblée », un rôle qui n'existe qu'en France : les filles ne servent pas à l'autel mais dans le reste de l'église, avec la gestion des cierges, de l'accueil ou de la quête. Cela divise les catholiques français et semble plus avoir des raisons pragmatiques que religieuses. La théologienne Hélène Bricout rappelle que le service de l'autel est un ministère non ordonné qui repose sur le sacrement du baptême, lequel n'est pas différencié pour les garçons ou les filles.

## Églises de tradition byzantine

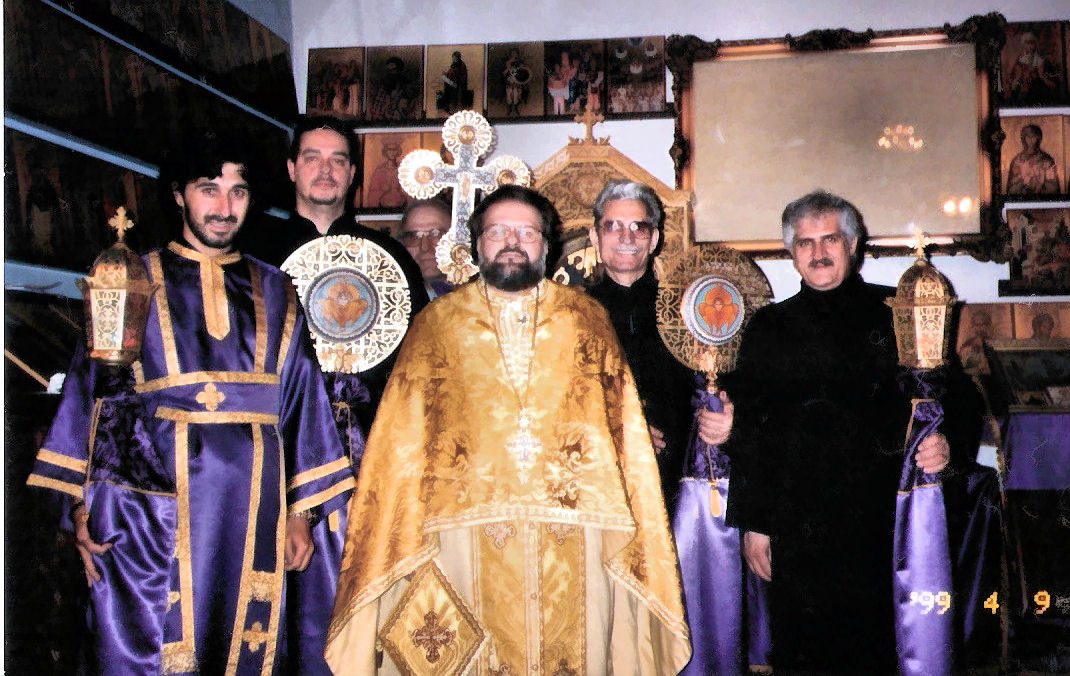
Prêtre orthodoxe grec avec des servants d'autel.

Le servant d'autel existe aussi dans l'Église orthodoxe et les Églises catholiques orientales : il s'agit de laïcs qui ne portent pas la soutane mais revêtent simplement un sticharion sur leurs vêtements. Ils interviennent souvent dans les églises russes et des pays de l'Est, plus rarement dans les églises grecques, où l'on trouve généralement des hypodiacres qui portent l'orarion en plus de leur sticharion.
Le servant d'autel a comme fonctions la supervision des bougies et des lampes, la préparation des offices, la manipulation des encensoirs et autres accessoires nécessaires à la Divine Liturgie, la préparation des vêtements des prêtres et éventuellement des diacres, le port des cierges lors des processions. Il peut également porter la croix lors des processions et le missel pour l'usage de l'évêque. Il lui est formellement interdit de toucher l'autel et, dans certaines traditions, la table de préparation. Il est rare qu'il puisse être amené à toucher les vases sacrés. Il doit veiller à être le plus discret possible lors de son service et à faire preuve d'une extrême solennité pendant les offices. La charge de servant d'autel est strictement réservée aux hommes et aux garçons à partir de sept ans, cet âge étant retenu comme correspondant à leur première confession. Toutefois, dans les monastères féminins, les moniales peuvent exceptionnellement être amenées à servir lors des offices avec la bénédiction de l'higoumène (supérieur du monastère).

#### Normes
- 1972 : Paul VI, Lettre apostolique Ministeria Quædam en forme de « motu proprio » réformant la discipline de la tonsure, des ordres mineurs et du sous-diaconat dans l’Église latine, 15 août 1972, La Documentation Catholique no 69, 1972, p. 852-856
- 1983 : Code latin de droit canonique (CIC) [Pour l’acolyte, voir canons : 230-231 ; 910-911 ; 943.]
- 1992 : Conseil Pontifical pour l’Interprétation des Textes Législatifs, Responsio ad propositum dubium, 11 juillet 1992, AAS 86, 1994, p. 541-542.
- 1994 : Congrégation pour le Culte Divin et la Discipline des Sacrements, « Lettre aux Présidents des Conférences des Évêques sur les fonctions liturgiques exercées par des laïcs », 15 mars 1994, Notitiæ 30, 1994, p. 333-335, 347-348.
- 2000 : Présentation Générale du Missel Romain, editio typica tertia.
- 2001 : Congrégation pour le Culte Divin et la Discipline des Sacrements, « Lettre à un Évêque concernant le service des femmes à l’autel », 27 juillet 2001, Notitiæ 38, 2002, p. 46-54.
- 2001 : Jean-Paul II, « Le service particulier des “servants d’autel” », audience générale du 1er août 2001, La Documentation catholique, no 2254
- 2004 : Congrégation pour le Culte Divin et la Discipline des Sacrements, « Instruction  Redemptionis Sacramentum sur certaines choses à observer et à éviter concernant la très sainte Eucharistie », 2004. [Voir notamment les no 44 et 47]

#### Histoire
- Bradshaw P. F., « Modèles de ministère : le rôle des laïcs dans la liturgie », La Maison-Dieu, no 154 : Liturgie et spiritualité, Paris, 1983, p. 127-150 [Histoire]
- Croce W., « Die niederen Weihen und ihre hierarchische Wertung. Eine geschichtliche Studie », Zeitschrift für katholische Theologie, no 70, 1948, p. 257-314 [Étude classique sur le sujet]. Traduction partielle dans P. Winninger, Vers un renouveau du diaconat, Paris, 1958, p. 183-205.
- Gantez Annibal, L'Entretien des Musiciens, Par le Sieur Gantez, Prieur de la Magdaleine en Provance, Chanoine Semiprebandé, Maistre des Enfans de Chœur & de la Musique, en l'Église Insigne & Cathedrale Sainct Estienne d'Auxerre, Auxerre, Jacques Bouquet, 1643, IX-295 p.
- Clerval Jules-Alexandre, L'Ancienne Maîtrise de Notre-Dame de Chartres. Chartres : Selleret, 1898. Reprint : Genève, Minkoff, 1972 (p. 114, etc.).

#### Théologie et commentaire du droit
- Bezançon Jean-Noël, La messe de tout le monde, sans secret, ni sacré, ni ségrégation, Paris : Cerf, 2009
- Chauvet Louis-Marie, « Les ministères laïcs : vers un nouveau visage de l’Église ? », La Maison-Dieu, no 215 (1998/3)
- De Clercq Paul, « Des laïcs ministres des sacrements ? », LMD, no 194, 1993, p. 27-45.
- Defois Gérard, « Les ministères institués, une chance pour l'Église", Prêtres Diocésains, mars 200..
- Femmes et hommes en Église, « Editorial sous forme de lettre ouverte aux communautés chrétiennes », Bulletin no 3, Bruxelles, 1972 [Protestation contre l’exclusion des femmes des ministères institués de lecteur et d’acolyte]
- GY P.M., « Fonction des laïcs dans la liturgie » (rapport pour le Synode de 1985), La Documentation catholique, 1985, p. 294-297.
- Legrand Hervé, « Les ministères de l’Église locale », in Lauret Bernard et Refoule François (éd.), Initiation à la pratique de la théologie. Tome III : Dogmatique 2, Paris, Cerf, 1993, p. 227-231
- Legrand Hervé, « Note : peut-on parler de vocation d’enfant », in Lauret Bernard et Refoule François (éd.), Initiation à la pratique de la théologie. Tome III : Dogmatique 2, Paris, Cerf, 1993, p. 249-250.
- Passicos Jean, « Ministères fondés sur l’institution. Éléments pour un statut du ministre », Documents Épiscopats, 3, 1981, 10 p.
- Pinckers Gh, « Fondements et conditions des ministères liturgiques laïcs », Communautés et liturgies, no 69, 1987, p. 305-324.
- Sesboüe Bernard, Rome et les laïcs - Une nouvelle pièce au débat : l’instruction romaine du 15 août 1997, Desclée de Brouwer, 1998.
- Vidal Maurice, « La collaboration des fidèles laïcs au ministère des prêtres. L’instruction romaine du 15 août 1997 », La Maison-Dieu, no 215, 1998/3, p. 79-93.

#### Articles de journaux
- Douillet Cyril, « Des filles “servantes de la liturgie” », Famille chrétienne , 6 juin 2009 [Sur cette initiative des rôles distincts et des capes blanches, partie de la cathédrale du Puy-en-Velay et qui toucherait au moins une vingtaine de paroisses en France, comme Saint-Rieul à Senlis, Saint-Julien au Mans, ou Saint-Lambert-de-Vaugirard à Paris]
- Fourcade Véronique, « Les filles n’iront plus à l’autel », Sud-Ouest, Vendredi 20 novembre 2009 [Exclusion des filles à Saint-André (Bayonne)].
- Schmidt Pierre, « Les paroisses connaissent un essor des servants d'autel », La Croix, 13 juin 2007. [Notamment les propos du P. Éric Beaumer, responsable de la pastorale des servants d’autel au sein du Service national de la pastorale liturgique et sacramentelle (SNPLS)].
- De Fournas Olivia, « Servantes de l'assemblée, un service à soigner », Famille chrétienne n°2142 du 2 au 8 février 2019, pp. 38-40 [Sur les « paroisses pionnières » dans le rôle distinct]

#### Manuels pratiques
- Jean-Pierre Cartier, Servir la messe : guide de l'enfant de chœur, CLD, 61 p. illustrées
- Service national de pastorale liturgique et sacramentelle, Les Servants d'autel. Guide pastoral de l'accompagnateur, Paris : Cerf, collection « Guides Célébrer » no 16, 2007, 128 p.
- Je suis servant d'autel, revue Fêtes et saisons, éditions Cerf